# Tour de France 2004/14. Etappe
Die vierzehnte Etappe der Tour de France 2004 verlief über 192,5 km von Carcassonne entlang des Mittelmeers nach Nîmes. Das Profil der Etappe war leicht wellig. Es gab keine Bergwertungen und nur zwei Sprintwertungen.
Sofort nach dem Start gab es wieder Attacken von Casper, Tombak, Scanlon und Auger. Das Feld unter Führung von Fassa Bortolo vereitelte jedoch die Attacke sofort.
Der weitere Verlauf des Rennens war sehr unruhig. Es bildeten sich oft Spitzengruppen, die jedoch immer wieder vom Feld gestellt worden sind.
Erst die Spitzengruppe mit González, Flecha, Edaleine und Robin konnten einen stabileren Vorsprung ausbauen. Der Ausreißversuch war jedoch bei Kilometer 67 zu Ende.
Auf dem zweiten Teil der Etappe konnte sich unter dem Ausreißversuch von Nicolas Jalabert eine größere Gruppe bilden. Die Ausreißer waren Wrolich, Botero, Jalabert, Landaluze, Martinez, González, Fédrigo, González de Galdeano, Lotz und Mengin. Der maximale Vorsprung betrug 13,5 Minuten vor dem Feld.
Am Ende konnte sich Aitor González von der Spitzengruppe absetzen und gewann souverän.

## Zwischensprint 1 inCapestang(53 km)
| Erster  | Santos González, 6 P. und 6 s     |
| Zweiter | Jean-Cyril Robin, 4 P. und 4 s    |
| Dritter | Juan Antonio Flecha, 2 P. und 2 s |

## Zwischensprint 2 inVillevieille(166,5 km)
| Erster  | Peter Wrolich, 6 P. und 6 s     |
| Zweiter | Christophe Mengin, 4 P. und 4 s |
| Dritter | Pierrick Fédrigo, 2 P. und 2 s  |